# Dương Quang, thành phố Bắc Kạn
Dương Quang là một xã thuộc thành phố Bắc Kạn, tỉnh Bắc Kạn, Việt Nam.

## Địa lý
Xã Dương Quảng có vị trí địa lý:
- Phía bắc giáp phường Huyền Tụng và huyện Bạch Thông
- Phía đông giáp các phường Huyền Tụng và Nguyễn Thị Minh Khai
- Phía nam giáp phường Sông Cầu và huyện Bạch Thông
- Phía tây giáp huyện Bạch Thông.

Xã Dương Quang có diện tích 25,48 km², dân số năm 2019 là 2.981 người, mật độ dân số đạt 120 người/km².
Năm 2014 là 3.182 người.
Theo Cổng thông tin điện tử chính phủ, xã Dương Quang có diện tích 24,85 km², dân số khoảng 2.823 người, mật độ dân số đạt 114 người/km². Ngoài sông Cầu chảy qua khu vực ranh giới phía Nam, trên địa bàn xã Dương Quang còn có một số phụ lưu của sông như suối Đôn Phong và Nặm Cắt.

## Hành chính
Xã Dương Quang được chia thành 10 xóm bản: Bản Bung, Bản Giềng, Nà Dì, Nà Rào, Nà Cưởm, Nà Ỏi, Phặc Tràng, Nà Pài, Bản Pẻn, Quan Nưa.